# 威廉·博伊爾
威廉·博伊爾（英語：William Boyle；1995年9月1日—）是一位英格蘭足球運動員。在場上的位置是後衛。現效力於英冠球隊哈特斯菲。

## 外部連結
- William Boyle profile at htafc.com
- 足球数据库：威廉·博伊爾的球员统计数据